# 八尾市立亀井小学校
八尾市立亀井小学校（やおしりつ かめいしょうがっこう）は、大阪府八尾市にある公立小学校。創立記念日は11月5日。
1979年（昭和54年）に八尾市立龍華小学校から分離する形で開校した。開校の際、八尾市立竹渕小学校の校区の一部も編入している。
《2017年》新校舎が設立され、今年度から使用される。

## 交通
- 関西本線 久宝寺駅